# Саскатун
Саскатун (енгл. Saskatoon) је највећи град канадске провинције Саскачеван. Град је 2011. имао преко 222.189 становника (260.600 у ширем подручју). Кроз Саскатун протиче река Саскачеван. Преко ње води седам мостова, од којих су два за железнички саобраћај.
Универзитет Саскачевана има 19.469 студената (2003) и најважнији је послодавац у граду.

## Становништво
| 1996.   | 2001.   | 2006.   | 2011.   | 2016.   |
| ------- | ------- | ------- | ------- | ------- |
| 193.653 | 196.811 | 202.340 | 222.189 | 246.376 |

## Партнерски градови
- Umeå Municipality
- Чернивци